# 三条西信子
三条西 信子（さんじょうにし のぶこ、1904年〈明治37年〉3月30日 - 1945年〈昭和20年〉11月8日）は、日本の元皇族、華族。久邇宮邦彦王と同妃俔子の第2王女子。三条西公正侯爵夫人。旧名は、信子女王（のぶこじょおう）。皇籍離脱前の身位は女王で、皇室典範における敬称は殿下。香淳皇后の妹であり、第125代天皇・明仁（上皇）の叔母、第126代天皇・徳仁（今上天皇）の大叔母にあたる。

## 生涯
1904年（明治37年）3月30日午前3時、久邇宮邦彦王と同妃俔子の第2王女子（第4子）として誕生。御七夜の4月5日に「信子」と命名された。
久邇宮家は兄弟も多く、財政的にゆとりがある状況ではなかった。こうした中、姉良子女王と妹智子女王は年齢も近く、何事も一緒に過ごした。信子女王と智子女王は、良子女王に心酔し、姉宮の一挙手一投足を真似るほどだった。
1918年（大正7年）1月に良子女王と皇太子裕仁親王との婚約が内定すると、良子女王は久邇宮邸内に建設された学問所で教育を受けるようになり、良子女王の学友2名と、妹宮である信子女王と智子女王の2名も、共に教育を受けた。
信子女王自身は、1924年（大正13年）12月9日に、三条西実義伯爵の嫡男三条西公正（1901年〈明治34年〉 - 1984年〈昭和59年〉）に降嫁した。
1936年（昭和11年）9月9日、婦人教化団体である大日本連合婦人会の理事長に推され、受諾した。翌1937年（昭和11年）9月11日、会長就任依頼を受諾。同会は1941年（昭和16年）末に解散を決議し、翌年2月に大日本婦人会に統合された。
同時期には、吉岡彌生とともに国民精神総動員中央連盟の評議員も務めた。
1945年（昭和20年）11月8日に逝去した。享年41歳。これに伴い、実姉の香淳皇后をはじめ皇族・王公族が喪に服した。

## 子女
- 長男：三条西実謙
- 長女：淑子（四条隆貞男爵夫人）
- 次女：咊子（木下利福子爵夫人）

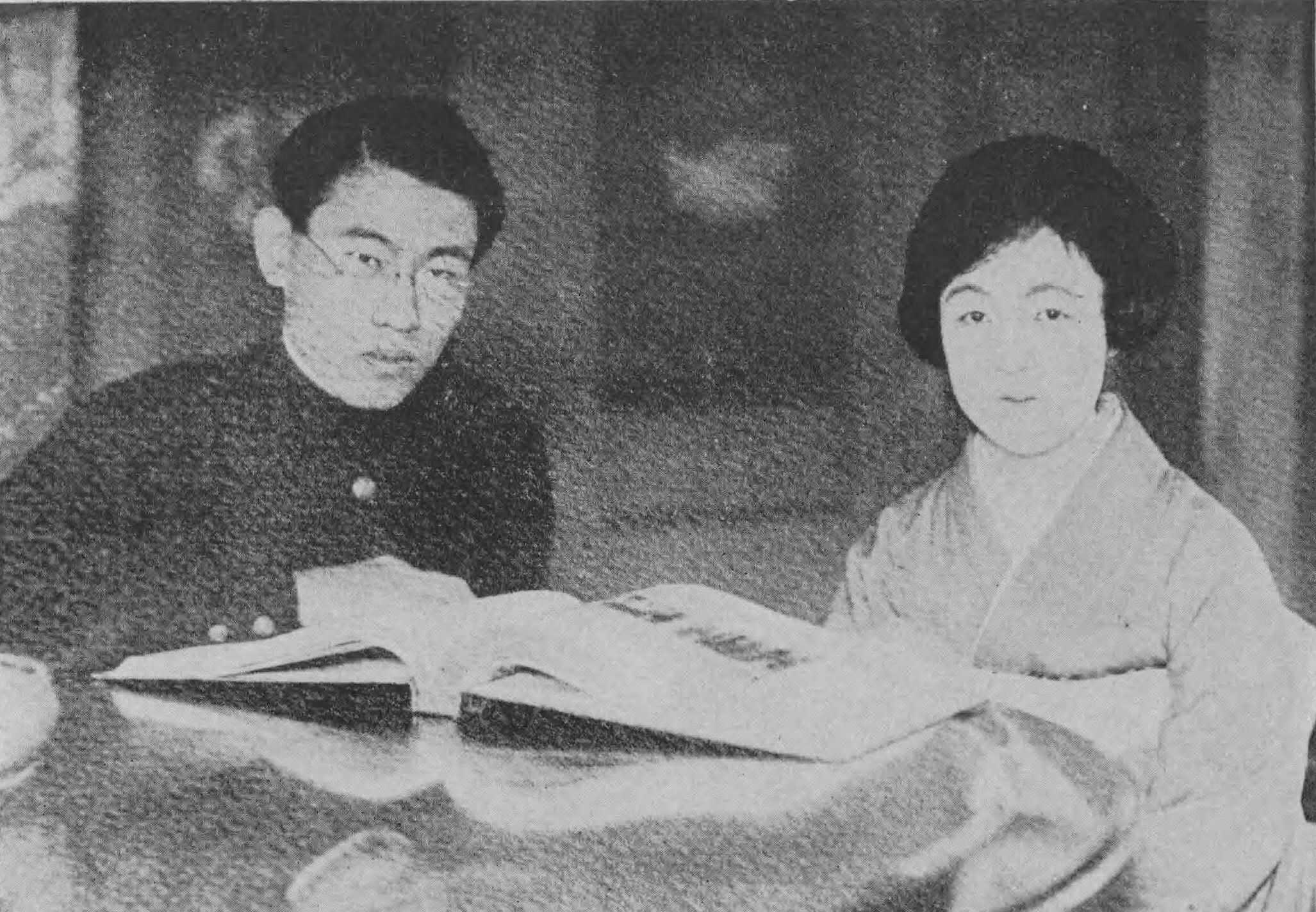
1929年頃撮影、三条西公正と信子

- 次男：久邇実栄（久邇邦久養子[12]） - 信子の2歳上の兄になる邦久は実栄の伯父にあたる。子に久邇之宜。
- 三女：洋子（北島貴孝男爵長男北島英孝夫人）
- 四女：澄子

## 系譜
| 信子女王 | 父: 邦彦王（久邇宮） | 祖父: 朝彦親王（久邇宮） | 曾祖父: 邦家親王（伏見宮） |
| 信子女王 | 父: 邦彦王（久邇宮） | 祖父: 朝彦親王（久邇宮） | 曾祖母: 鳥居小路信子       |
| 信子女王 | 父: 邦彦王（久邇宮） | 祖母: 泉萬喜子           | 曾祖父: 泉亭俊益           |
| 信子女王 | 父: 邦彦王（久邇宮） | 祖母: 泉萬喜子           | 曾祖母: 不詳               |
| 信子女王 | 母: 俔子             | 祖父: 島津忠義           | 曾祖父: 島津久光           |
| 信子女王 | 母: 俔子             | 祖父: 島津忠義           | 曾祖母: 島津千百子         |
| 信子女王 | 母: 俔子             | 祖母: 山崎寿満子         | 曾祖父: 山崎拾             |
| 信子女王 | 母: 俔子             | 祖母: 山崎寿満子         | 曾祖母: 不詳               |

## 栄典
- 1924年（大正13年）11月17日 - 勲二等宝冠章[13]